# Vicent Gay i Forner
Vicent Gay i Forner   (Almussafes, 8 de desembre de 1876 - Madrid, 4 de desembre de 1949) va ser un professor i economista valencià.
Va ser catedràtic d'Economia i Hisenda a la Universitat de Valladolid i a la Universitat Central de Madrid i catedràtic honorari a les universitats de Santiago de Xile, Sant Marcos (Lima) i de Buenos Aires.
El 1919 va ser candidat al Congrés dels Diputats de la Unió Valencianista pel districte de València capital. Només va obtenir 993 vots, va ser l'últim dels set candidats en lliça i no va aconseguir acta. Durant la campanya, que va desenvolupar quasi íntegrament en valencià, va comptar amb el suport del periòdic La Correspondencia de Valencia.
Durant la legislatura de 1927-29 va exercir el càrrec d'assembleista com a representant d'activitats de la vida Nacional, i des de 1928 segueix exercint com a representant de l'Estat per haver estat nomenat Director General d'Indústria. Durant la dictadura de Miguel Primo de Rivera va ser secretari de la secció VII de l'Assemblea Nacional Consultiva, secció dedicada al sistema tributari. També sota Primo de Rivera va ser sotssecretari d'Economia, director general d'Aranzels, Tractats i Valoracions, i secretari segon de l'Assemblea Nacional.
Posteriorment es va interessar pel feixisme italià, al que va dedicar treballs de recerca i propaganda. Va fundar i va dirigir la revista Nueva Economía Nacional, signant amb el pseudònim El Mundano. Sota el pseudònim de Luis de València, va publicar al periòdic Informaciones articles apassionadament favorables als nazis. També havia rebut subvencions del Ministeri de Propaganda de Goebbels per als seus escrits pro-nazis, inclòs el seu llibre La revolució nacional-socialista. En l'obra Què és l'imperialisme? justifica l'expansionisme alemany i italià, oposant-se al nord-americà i reclamant la construcció d'un nou imperi colonial espanyol. Des de Nova Economia Nacional va defensar les lleis racistes italianes i la persecució de la Nit dels Cristalls Trencats.
Després del cop d'estat del general Franco, s'hi va adherir i es va sumar a la revolta en la província de Valladolid, on prèviament havia participat en la formació militar d'elements falangistes. El Govern de la República li va retirar la càtedra l'agost de 1936. Es va ocupar de la censura de les emissores de ràdio des de la Secció de Radiodifusió de l'Oficina de Premsa i Propaganda. Va ser un dels primers delegats de Premsa i Propaganda (nomenat el 14 de gener de 1937, sent substituït el 9 d'abril per Manuel Arias-Paz) i vocal de la Comissió de Justícia.
Entre 1967 i 2017 va tindre un carrer al seu nom a la ciutat de València, eliminat per l'Ajuntament de València pel seu caràcter feixista i falangista, i canviat pel nom Carrer de Just Ramírez (arquitecte).

## Obres
- Constitución y vida del pueblo español. Madrid, 1905.[12]
- Los trovadores en la vida del pueblo, 1913.
- El imperialismo y la guerra europea, 1915.[12]
- Impresiones en la América española. Madrid, 1915.
- El pensamiento y la actividad alemana en la guerra europea, 1916.
- Leyes del imperio español : las leyes de Indias y su influjo en la legislación colonial extranjera. Universidad de Valladolid, 1924.[12]
- En el Imperio del Sol : en torno a los orígenes y formación del Perú moderno en el centenerario de la Batalla de Ayacucho, 1925.[13]
- El germinal americano. Biblioteca de cultura iberoamericana, 1927.[14]
- Las constituciones políticas: El verdadero gobierno de los pueblos. Compañía Iberoamericana de Publicaciones, 1930.[13]
- Economía política de Alemania.
- ¿Qué es el socialismo?, 1933.[1]
- ¿Qué es el marxismo?, 1933.
- ¿Qué es el fascismo?, 1933.[1]
- La revolución nacional-socialista. Librería Bosch, Barcelona, 1934.[15]
- Madre Roma, 1935.
- Estampas rojas y Caballeros blancos.[16] Hijos de Santiago Rodriguez, Burgos, 1937. Inclou textos antisemites.
- ¿Qué es el imperialismo?, 1941.[8]
- La economía de guerra y la hacienda de guerra, 1942.[13]
- Los ingresos extraordinarios del estado, 1942.[17]
- La hacienda social: fiscalismo, capitalismo y sociología financiera. Editor Manuel Aguilar, Madrid, 1948.[17]
- La comunidad económica mundial y la amenaza de su decadencia. Editora Internacional (tomo VI de la Biblioteca de Política y Economía).
- Durant els anys 20 va col·laborar amb La España Moderna i Nuestro Tiempo, ambdues de Madrid, una sèrie d'articles anomenats Crónicas iberoamericanas considerades en el seu moment d'interès literari i de to patriòtic.